# Lumina (película)
Lumina es una película de terror y ciencia ficción estadounidense de 2024 escrita y dirigida por Gino J.H. McKoy. La película se estrenó el 12 de julio de 2024.
La película está producida por Gino J.H. McKoy, Lynda McKoy, David Seychell y Hudson McKoy. El editor de la producción es Thom Noble.

## Sinopsis
Lumina narra la historia de Alex, cuya novia Tatiana desaparece repentinamente en un destello de luz cegadora. Completamente traumatizado por la situación, Alex, junto con sus amigos y un teórico de la conspiración, se embarca en un viaje a través del desierto, durante el cual encontrarán desafíos inesperados que los obligarán a luchar por sus vidas y descubrir la verdad que cambiará sus vidas.

## Reparto
- Eric Roberts como Thom[5]
- Ken Lawson como George[6]
- Emily Hall como Cher[7]
- Rupert Lazarus como Alex[5]
- Eleanor Williams como Tatiana[5]
- Andrea Tivada como Delia[8]
- Sidney Nicole Rogers como Patricia

## Producción

### Desarrollo temprano
El proceso de darle vida a la película Lumina implicó importantes desafíos. Después de que numerosas agencias no pudieron comprometerse con un director, el guionista de la película, Gino J.H. McKoy, decidió dirigir la película él mismo. Junto con su madre, Lynda, consiguieron un acuerdo de distribución de servicios de estreno a nivel nacional en 2019 con Entertainment Studio Motion Pictures/Freestyle Releasing, que habría cubierto entre 2000 y 2500 pantallas en Estados Unidos y Canadá, junto con acuerdos de producción con Lionsgate, Netflix, y FilmNation. Sin embargo, después de 18 meses de negociaciones, el estallido de la pandemia de COVID-19 paralizó la economía cinematográfica, lo que provocó el cierre de salas de cine y el cese de la producción cinematográfica. Esto hizo que un estreno amplio fuera inviable. A pesar de estos contratiempos, los McKoy continuaron con la preproducción y planearon revisar la distribución después de la posproducción.
La financiación de la película se consiguió a través del viejo amigo de Lynda, David Seychell. Durante un viaje planeado para discutir la financiación de la película en julio de 2020, Seychell resultó gravemente herido en un accidente de avión privado en las montañas de Colorado. Después de semanas de tratamiento en Colorado y Toronto, Seychell comenzó a recuperarse y su contrato en papel para Lumina fue encontrado intacto en el lugar del accidente.

### Preproducción en Marruecos
En Uarzazat, el director McKoy reclutó al director de fotografía británico Larry Smith, que había trabajado anteriormente con Stanley Kubrick. Sin embargo, su viaje a Marrakech fue interrumpido por una llamada relativa a amenazas contra la productora Lynda Mckoy por parte del productor de servicios "M", lo que los llevó a regresar a Uarzazat. Al llegar a CLA Studio, encontraron a "M" orquestando una huelga, alegando el impago de las facturas por parte de los productores, mientras que las persistentes solicitudes de facturas de Lynda habían sido ignoradas. Posteriormente se presentaron comprobantes de correspondencia y pagos parciales. Más tarde se reveló que el asistente de "M" había estado guardando en secreto los documentos financieros de la tripulación marroquí.
En un solo día, todo el elenco y el equipo se sometieron a pruebas de COVID-19 debido a las preocupaciones de la productora Lynda McKoy sobre el cumplimiento inadecuado del protocolo. Lynda y Hudson McKoy, los padres del director, recibieron resultados falsos positivos. Luego viajaron a Marrakech en un autobús alquilado de forma privada para volver a hacerse la prueba y aislarse en el Hotel Opera Plaza. Al mismo tiempo, Gino viajaba en el autobús de producción, sirviendo como señuelo, atrayendo la atención de las autoridades que buscaban a los McKoy. Al descubrir la ubicación de McKoy, 'M' dirigió a la policía a su habitación de hotel. Los McKoy informaron a los funcionarios que las embajadas del Reino Unido, Estados Unidos y Canadá estaban al tanto de su situación y mantuvieron su situación en secreto ante la tripulación en el Hotel Rotana. Posteriormente, las autoridades locales ordenaron el cierre de los estudios CLA para su desinfección y cuarentena. En medio de la pandemia de COVID-19, esto provocó la interrupción de la construcción de escenarios de ciencia ficción en Uarzazat, y el productor de servicios 'M' exigió la nómina del equipo marroquí durante el cierre del estudio.
En el hotel Rotana de Marrakech, la preproducción se desarrolló en un entorno seguro. Sin embargo, cinco actores de EE. UU. y el Reino Unido cesaron prematuramente su participación, a pesar de los contratos en curso. En un evento sin precedentes en la historia de Hollywood, el director Gino J.H. McKoy identificó esto como un acto planeado para socavar a Lumina. Los actores mantuvieron su compensación, lo que representa un caso único de posible sabotaje del proyecto más allá de las cuestiones financieras.
En 2020, SAG-AFTRA ordenó a sus miembros que evitaran trabajar en la película Lumina, que supuestamente no cumplió con los estándares de seguridad COVID-19 requeridos según la Regla Global Uno del sindicato, lo que la convierte en una de las pocas películas que se realizó sin el apoyo del sindicato.

### Rodaje
Lumina se filmó en Marrakech, Uarzazat, Agafay y las zonas de la Cordillera del Atlas en Marruecos. Los decorados de ciencia ficción se construyeron en los estudios CLA de Uarzazat. A pesar de los desafíos planteados por la pandemia de COVID-19, la producción pudo sortear los obstáculos y continuar con el rodaje.

## Recepción
Lumina recibió en reseñas sumamente negativas de parte de la crítica y de la audiencia. En el sitio web especializado Rotten Tomatoes, la película posee una aprobación de 0%, basada en 17 reseñas, con una calificación de 2.0/10, mientras que de parte de la audiencia tiene una aprobación de 58%, basada en más de 50 votos, con una calificación de 3.2/5.
El sitio web Metacritic le dio a la película una puntuación de 6 de 100, basada en 4 reseñas, indicando "rechazo abrumador", mientras que en el sitio IMDb los usuarios le asignaron una calificación de 2.2/10, sobre la base de más de 440 votos.